# کونیئومی
کونیئومی (به ژاپنی: 国産み,Kuniumi)، در اساطیر ژاپن به معنی «تولد یا تشکیل کشور»، در تاریخ سنتی و افسانه‌ای ظهور مجمع‌الجزایر ژاپن به نحوی است که در  کوجیکی و نیهون‌شوکی نقل شده‌است. طبق این افسانه، پس از خلقت آسمان و زمین، به خدایان (کامی) ایزاناگی و ایزانامی وظیفه داده شد که مجموعه ای از جزایر را تشکیل دهند که به ژاپن کنونی تبدیل شوند.